# Domenico Gualdi
Domenico Gualdi (Tione di Trento, 30 novembre 1974) è un ex ciclista su strada italiano.
Professionista dal 2000 al 2004, non ottenne alcuna vittoria, ma partecipò tre volte al Giro d'Italia.

## Carriera
Gualdi debuttò nel professionismo nel 2000 con la Mobilvetta-Rossin, squadra guidata dal direttore sportivo Stefano Giuliani. Rimase in questa squadra, che per via degli sponsor cambiò nome ogni anno, per tutta la sua carriera, fino al ritiro nel 2004 a soli trent'anni.
Nel suo primo Giro d'Italia, quello del 2001, fu la prima maglia verde della corsa rosa: dopo il prologo iniziale, nella prima tappa in linea, da Giulianova a Francavilla al Mare, andò subito in fuga con un altro italiano, Mirko Marin, e, passando per primo sul Colle del Capraro, si aggiudicò la maglia. La fuga dei due fu riassorbita poco prima del traguardo volante di Chieti e vinse la tappa Ellis Rastelli.
Gualdi vestì il simbolo di leader della classifica dei Gran Premi della Montagna per tre tappe fino a quando, al termine della quarta, dovette cederlo a Danilo Di Luca.
Il suo miglior piazzamento di tappa al Giro d'Italia è il 25º posto nella quinta tappa del Giro 2001 vinta da Mario Cipollini. Sempre in questo Giro ottenne il suo miglior piazzamento finale (132º posto) precedendo anche un giovanissimo Thomas Voeckler.

## Piazzamenti

### Grandi giri
- Giro d'Italia

2001: 132º
2002: ritirato (16 tappa)
2004: 139º

### Classiche
- Milano-Sanremo

2001: 153º
2002: 151º